# Тарнат, Михаэль
Ми́хаэль Та́рнат (нем. Michael Tarnat; 27 октября 1969, Хильден, Северный Рейн-Вестфалия, ФРГ) — немецкий футболист. Выступал за сборную Германии. Играл на позиции защитника, иногда выходил на поле в качестве опорного полузащитника.
Провел 19 матчей за сборную Германии, участник чемпионата мира 1998. Известен умением выполнять штрафные удары и длинные обостряющие передачи.
После завершения карьеры работал в «Баварии».

## Клубная карьера

### Ранние годы
Тарнат играл в футбол в клубе «Хилден-Норд» с 1979 по 1990 годы. Первым профессиональным клубом футболиста стал клуб Бундеслиги 2 «Дуйсбург», в котором он дебютировал в августе 1991 года в домашнем матче против «Штутгарта».
27 августа 1993 года забил свой первый гол в Бундеслиге, принеся ничью со счётом 1:1 «Дуйсбургу» в гостевом матче против лейпцигского «Локомотива».
Летом 1994 года перешёл в «Карлсруэ», где вскоре стал одним из ведущих игроков команды, наряду с Томасом Хесслером и Торстеном Финком. Его визитной карточкой был сильный удар левой ногой, который сделал его одним из лучших исполнителей штрафных ударов Бундеслиги середины 90-х годов. В течение трёх сезонов с клубом Тарнат сыграл 81 матч в Бундеслиге и забил семь мячей.
В 1996 году в первый раз призван в немецкую сборную: дебютировал в отборочном матче к чемпионату мира 1998 в матче против сборной Армении 9 октября 1996 года.

### «Бавария»
В 1997 году настал «звёздный час» Тарната, когда «Бавария» купила его вместе с Финком у «Карлсруэ». Конкурентом Тарната на левом фланге был Биксант Лизаразю. Тренер «Баварии» Оттмар Хитцфельд часто поочерёдно использовал их обоих, что дало «Баварии» один из лучших левых флангов в Европе.
Вместе с «Баварией» Тарнат стал чемпионом Германии в 1999, 2000, 2001 и 2003 годах, выиграл кубок Германии по футболу в 1998, 2000 и 2003 годах и Лигу чемпионов УЕФА в 2001 году. Тарнат также играл в 1999 году в финале Лиги чемпионов, в котором «Бавария» проиграла со счётом 1:2 «Манчестер Юнайтед», дважды пропустив в добавленное время.
В сезоне 1999/2000 в выездном матче Бундеслиги против «Айнтрахта» Тарнат во втором тайме встал в ворота. Это случилось после того, как Оливер Кан покинул поле из-за травмы, полученной при столкновении с товарищем по команде, Самуэлем Куффуром. Сменщик Кана, Бернд Дреер, также был травмирован спустя 10 минут после выхода на поле. В итоге, на замену вышел Тарнат и занял место в воротах. «Бавария» в тот момент проигрывала 0:1, но уже через две минуты после того, как Тарнат вышел на замену, она счет сравняла, а на 80-й минуте, благодаря забитому мячу Куффура, вышла вперед 2:1. В итоге, матч завершился победой «Баварии» 2:1.
Между тем карьера Тарната развивалась неровно — в конце 90-х он часто страдал от травм, просиживал на скамье запасных «Баварии», потерял место в сборной Германии.

### «Манчестер Сити» и «Ганновер»
В 2003 году перешёл в «Манчестер Сити», сыграл 32 матча в Премьер-лиге и забил три гола. В следующем году подписал контракт с «Ганновером», где спустя 5 лет он и закончил карьеру.
17 мая 2009 года было объявлено, что он уйдёт из профессионального футбола. Он сыграл свой последний матч за «Ганновер» 29 июля 2009 года против «Арсенала». В августе 2009 года Тарнат вернулся в «Баварию Мюнхен» как скаут.

## Карьера в сборной
Тарнат был основным игроком сборной Германии в 1998 году на чемпионате мира во Франции: выходил на поле в четырёх из пяти матчей, сыгранных командой на турнире. В игре группового раунда против Югославии его свободный удар привёл к автоголу Синиши Михайловича.

## Достижения
«Карлсруэ»
- Кубок Германии (финалист): 1995/96

«Бавария»
- Бундеслига: 1998/99, 1999/2000, 2000/01, 2002/03
- Кубок Германии: 1998, 1999 (финалист), 2000, 2003
- Кубок немецкой лиги: 1997, 1998, 1999, 2000
- Лига чемпионов УЕФА: 1998/99 (финалист), 2000/01
- Межконтинентальный кубок: 2001
- Суперкубок УЕФА (финалист): 2001